# MTV Эстония
MTV Eesti — бывший эстонский музыкальный телеканал, являвся местной версией MTV. Собственник и оператор телеканалов «MTV Network Baltic» (местные версии MTV в Эстонии, Латвии и Литве) — фирма «Ananey Communications», базирующая в Израиле. Вещание было начато 4 сентября 2006 года в 22:00 по эстонскому времени. Ранее на этой частоте вещал телеканал MTV Россия.

## История
MTV Eesti был частью нового проекта MTV Network Baltic, в которую так же входили MTV Lietuva и MTV Latvija.
Эстонские VJ’s MTV — Мартин Вейсман (эст. Martin Veisman) и Пирет Ярвис (эст. Piret Järvis).
Телеканал объединял местную и мировую музыку, а также транслировал популярные передачи MTV. Основным вещанием телеканала было видео программы, которые занимали большинство раннего утра и полудня. Кроме того, транслировались много специальных музыкальных шоу, особенно в конце часа: Superock, Party Zone, Chill Out Zone, Alternative Nation, Nu Rave, MTV Amour и Baltish. Чарты, которые транслировались на MTV Эстония: Baltic Top 20, Dancefloor Chart, Euro Top 20, Hitlist Base Chart, Rock Chart, Top 10 @ 10, World Chart Express, UK Top 10 и Celebrity Chart.
Кроме того, в эфире были передачи производств MTV и MTV UK: Bustamove, Fist Of Zen, My Super Sweet 16 UK, twenty four seven, Nick Cannon Presents: Short Circuitz, Boiling Points, Life of Ryan, Pageant Place, Wrestling Society X, Adventures in Hollyhood, The X Effect, The Real World, Rob & Big, Taquita & Kaui, Two-A-Days, Trick It Out, Run’s House, Room 401, I’m From Rolling Stone, Dance Life, Bam’s Unholy Union, True Life, Room Raiders, Engaged and Underage, Human Giant, Scarred, Made, Daria, Pimp My Ride, Jackass, Beavis and Butt-head, MTV Cribs, Dismissed, Little Talent Show, My Super Sweet 16, Diary, Punk’d, The Osbournes, Viva La Bam, Laguna Beach, The Hills и Making The Video. Все перечисленные программы транслировались с эстонскими субтитрами.
MTV Eesti также транслировал некоторые программы MTV2, например: Where My Dogs At?, The Andy Milonakis Show, The Adventures of Chico and Guapo, Stankervision, Wildboyz, «Звёздные бои насмерть», Wonder Showzen и Final Fu. Канал недавно запустил American Dad! и Crank Yankers.

## Приостановление вещания
18 ноября 2009 года фирма «Ananey Communications», являющаяся собственником и оператором телеканалов сети «MTV Network Baltic», сообщила о том, что принято решение приостановить трансляцию балтийских версий MTV на неопределенное время и заменить их телеканалом MTV Europe.